# 三重県道645号上野鈴鹿線
三重県道645号上野鈴鹿線（みえけんどう645ごう うえのすずかせん）は、三重県津市から鈴鹿市に至る一般県道である。

## 概要
津市河芸町上野から鈴鹿市飯野寺家町に至る。
2021年（令和3年）3月31日付けで鈴鹿市道野町西条線と交換され、終点が鈴鹿市飯野寺家町（飯野寺家交差点）から変更された。

### 路線データ
- 起点：津市河芸町上野（上野北交差点、国道23号交点）
- 終点：鈴鹿市飯野寺家町（商工会議所東交差点、三重県道54号鈴鹿環状線交点）
- 総延長：11,063 km

## 路線状況

### 重複区間
- 三重県道54号鈴鹿環状線（鈴鹿市五祝町・鈴鹿南部交番東交差点 - 鈴鹿市五祝町）

### 道路施設

#### 橋梁
- 大蔵橋（田中川、津市）
- 新中島橋（中ノ川、鈴鹿市）
- 稲栄大橋（堀切川、鈴鹿市）

## 地理

### 通過する自治体
- 津市
- 鈴鹿市

### 交差する道路
| 交差する道路                                              | 市町村名 | 交差する場所 | 交差する場所              |
| --------------------------------------------------------- | -------- | ------------ | ------------------------- |
| 国道23号                                                  | 津市     | 河芸町上野   | 上野北交差点 / 起点       |
| 三重県道651号三行上野線                                   | 津市     | 河芸町上野   | 上野小学校北交差点        |
| 三重県道54号鈴鹿環状線 重複区間起点                       | 鈴鹿市   | 五祝町       | 鈴鹿南部交番東交差点      |
| 三重県道54号鈴鹿環状線 重複区間終点                       | 鈴鹿市   | 五祝町       |                           |
| 三重県道563号稲生山線                                     | 鈴鹿市   | 稲生3丁目    | 塩屋口交差点              |
| 三重県道41号亀山鈴鹿線 三重県道642号国府白子停車場線 重複 | 鈴鹿市   | 野町東1丁目  | 野町東交差点              |
| 国道23号 / 中勢バイパス                                   | 鈴鹿市   | 安塚町       | 安塚町南交差点            |
| 三重県道54号鈴鹿環状線                                    | 鈴鹿市   | 飯野寺家町   | 商工会議所東交差点 / 終点 |

### 交差する鉄道
- 伊勢鉄道伊勢線

### 沿線
- 津市立上野小学校
- 鈴鹿市立稲生小学校
- 鈴鹿市立桜島小学校
- F★MARTサーキット通り店
- 石垣池公園（陸上競技場、野球場、市民プール）
- AGF鈴鹿
- 富士電機鈴鹿工場
- 鈴鹿中央総合病院
- 鈴鹿商工会議所
- 鈴鹿市文化会館
- 鈴鹿市立図書館